# حملة الصحراء الغربية
حملة الصحراء الغربية هي المرحلة الأولى لحملة شمال أفريقيا خلال الحرب العالمية الثانية، بدأت الحملة مباشرة بعد إعلان إيطاليا الحرب على فرنسا وبريطانيا في 10 يونيو 1940 وقيامها بغزو الأراضي الفرنسية خلال معركة فرنسا.
بعد إعلان إيطاليا الحرب على بريطانيا بدأ إطلاق النار في كل المستعمرات الإيطالية المجاورة للمستعمرات البريطانية، وتبادل البريطانيون والإيطاليون الغارات على الحدود المصرية الليبية، في سبتمبر 1940 شرعت إيطاليا بغزو الأراضي المصرية من مستعمرتها ليبيا واستولت على بلدة سيدي براني الواقعة على بعد 95 كيلومترا من الحدود الليبية المصرية، توقفت القوات الإيطالية عند هذا الحد، ليشرع البريطانيون في تنفيذ هجوم مضاد تمكنوا من خلاله من استعادة كل ما استولت عليها القوات الإيطالية من أراضي بل وإلى التقدم إلى عمق الأراضي الليبية وأسر 115,000 ألف جندي إيطالي. طلب بينيتو موسوليني المساعدة من أدولف هتلر ، الذي أرسل قوة ألمانية صغيرة إلى طرابلس بموجب التوجيه 22 (11 يناير). كان الفيلق الأفريقي تحت القيادة الإيطالية رسميًا، حيث كانت إيطاليا قوة المحور الرئيسية في البحر الأبيض المتوسط و شمال إفريقيا.
في ربيع عام 1941 ، قاد روميل عملية عملية عباد الشمس، و التي دفعت الحلفاء إلى العودة إلى مصر بإستثناء حصار طبرق في الميناء. في نهاية عام 1941، هُزمت قوات المحور في عملية كروسيدر و إنسحبت مرة أخرى إلى الأغيلة. في أوائل عام 1942، دفعت قوات المحور الحلفاء مرة أخرى، ثم استولت على طبرق بعد معركة عين الغزالة لكنها فشلت في تدمير خصومها. غزت قوات المحور مصر و إنسحب الحلفاء إلى العلمين، حيث خاض الجيش الثامن معركتين دفاعيتين، ثم هُزمت قوات المحور في معركة العلمين الثانية في أكتوبر 1942. و طارد الجيش الثامن قوات المحور من ليبيا إلى تونس، والتي تم غزوها من الغرب من قبل جيش الحلفاء الأول في عملية الشعلة. في الحملة التونسية ، استسلمت قوات المحور المتبقية لقوات الحلفاء المشتركة في مايو 1943.

## خلفية

### ليبيا
كانت برقة (ليبيا) مستعمرة إيطالية منذ الحرب العثمانية الإيطالية بين عامي 1911 و1912. استعد الإيطاليون مع تونس كجزء من شمال إفريقيا الفرنسية حتى الغرب ومصر إلى الشرق، للدفاع عن كلا الجبهتين عبر المقر الأعلى لشمال إفريقيا تحت قيادة لواء ليبيا الإيطالية ومارشال القوات الجوية، إيتالو بابلو. امتلك المقر الأعلى للجيش الخامس (الجنرال إيتالو غاريبولدي) والجيش العاشر (الجنرال ماريو بيرتي) في منتصف عام 1940 تسعة شعب مؤلفة من 13,000 رجل في كل منها، ثلاثة من شعب الميليشيا الطوعية للأمن القومي (القمصان السود) وشعبتين ليبيتين كل منها عبارة عن مؤسسة مكونة من 8000 رجل. أُعيد تقسيم شعب الجيش الإيطالي في أواخر الثلاثينيات من القرن العشرين، من ثلاثة أفواج في كل منها إلى اثنين واستدُعي جنود الاحتياط في عام 1939، إلى جانب استدعاء المجندين المعتادين.
كانت الروح المعنوية عالية وامتلك الجيش خبرة حديثة في القيادة. ازدهرت البحرية الإيطالية بموجب النظام الفاشي الذي دفع المال من أجل السفن السريعة المبنية بشكل جيد وأسطول كبير من الغواصات افتقر إلى الخبرة والتدريب. كان سلاح الجو جاهزًا للحرب في عام 1936 لكنه خمد في عام 1939 ولم يعتبر البريطانيون أنه قادر على الحفاظ على معدل عالي من العمليات الحربية. يقع مقر الجيش الخامس المؤلف من ثمانية شعب في إقليم طرابلس، النصف الغربي من ليبيا مقابل تونس والجيش العاشر المؤلف من ست شعب للمشاة، وقد كان مسؤولًا عن برقة في الشرق. عندما أُعلنت الحرب، أرسل الجيش الخامس الشعبة الليبية الأولى إلى الحدود المصرية من الجغبوب إلى سيدي عمر والفيلق الحادي والعشرين من سيدي عمر إلى الساحل والبردية وطبرق.

### مصر
وضع البريطانيون قوات لهم في مصر منذ عام 1882، لكن هذه القوات تقلصت إلى حد كبير بسبب شروط المعاهدة البريطانية المصرية في عام 1936. غرقت القوات البريطانية ودول الكومنولولث في قناة السويس وطريق البحر الأحمر. كانت القناة حيوية للاتصالات البريطانية مع أراضيها في الشرق الأقصى والمحيط الهندي. عُين الفريق أرشيبالد ويفل في منتصفعام 1939، كلواء في قيادة الشرق الأوسط في مسرح عمليات المتوسط والشرق الأوسط في الحرب العالمية الثانية. واجهت الشعب الفرنسية في تونس الجيش الخامس الإيطالي على الحدود الليبية الغربية حتى هدنة 22 يونيو من عام 1940 (المحور الفرنسي). امتلك الجيش الملكي في ليبيا نحو 215,000 رجل وفي مصر كان لدى البريطانيين نحو 36,000 جندي ونحو 27,500 رجل آخر يتدربون في فلسطين.
تضمنت القوات البريطانية الشعبة الجوالة (مصر) تحت قيادة اللواء بيرسي هوبارت، كواحدة من تشكيلتي تدريب مدرعة بريطانية فقط. أُعيدت تسمية الشعبة المدرعة (مصر) في منتصف عام 1939 وفي 16 فبراير من عام 1940، أصبحت الشعبة المدرعة السابعة. دافعت قوة الحدود المصرية عن الحدود المصرية الليبية، وفي يونيو من عام 1940، تولى مقر فرقة المشاة السادسة بقيادة اللواء ريتشارد أوكونور القيادة في الصحراء الغربية مع تعليمات لطرد الإيطاليين من مراكزهم الحدودية والسيطرة على المناطق النائية في حال بدء الحرب. اجتمعت الشعبة المدرعة السابعة الأقل عددًا من الكتيبة المدرعة السابعة في مرسى مطروح وأرسلت مجموعة الدعم السابعة إلى الأمام باتجاه الحدود كقوة تغطية، حيث نقل سلاح الجو الملكي معظم قاذفات القنابل. جرى تعزيز مالطة أيضًا.  
أعيد تعيين مقر شعبة المشاة السادسة، التي افتقرت إلى وحدات كاملة ومدربة بالكامل، وأصبح اسمها قوة الصحراء الغربية في 17 يونيو. امتلك الفرنسيون في تونس ثمان شعب، كانت قادرة على نوع معين من العمليات المحدودة في سوريا، وكان ثلاث منها يعاني من نقص في التسليح والقوات المدربة، وامتلكت نحو 40,000 جندي وحرس للحدود، مسؤولين عن مهمات الاحتلال ضد المدنيين. تفوقت الأراضي الإيطالية والقوات الجوية في ليبيا في عددها على البريطانيين في مصر، لكنها عانت من ضعف في الروح المعنوية ومن المعدات الرديئة. في شرق إفريقيا الإيطالية كان هناك نحو 130,000 جندي إيطالي وإفريقي آخر مع نحو 400 بندقية و200 دبابة خفيفة و200,000 شاحنة. أعلنت إيطاليا الحرب في 11 يونيو من عام 1940.

## مقدمة

### التضاريس
بدأت الحرب بشكل أساسي في المنطقة المعروفة باسم الصحراء الغربية، التي بلغ عرضها نحو 390 كم، من مرسى مطروح في مصر إلى غزالا على الساحل الليبي، على طول الطريق الساحلي الليبي الذي كان الطريق المعبد الوحيد. كان العرق الذي يمتد 240 كم إلى الداخل، يميز الحد الجنوبي من الصحراء في نقاطه الأوسع في الجغبوب وسيوة. يُطبق مصطلح «الصحراء الغربية» في اللغة البريطانية على صحراء مصر غرب النيل لكنه هنا يُستخدم لوصف منطقة الصراع بأكملها، بما في ذلك شرق برقة في ليبيا. من الساحل، امتد سهل مرتفع مسطح من الصحراء الصخرية إلى نحو 150 م فوق سطح البحر وبلغ طوله جنوبًا نحو (200-300 كم) من الساحل إلى حافة العرق. تكثر العقارب والأفعويات والذباب في المنطقة التي سكنها عدد قليل جدًا من البدو.
يرصد البدو الآبار المتصلة والأراضي سهلة الاجتياز، وقد اعتمدوا في الملاحة على الشمس والنجوم والبوصلة و «حس الصحراء» والإدراك الجيد للبيئة المكتسب من الخبرة. عندما تقدمت القوات البريطانية إلى مصر في سبتمبر من عام 1940، تاهت مجموعة ماليتي عند مغادرتها لسيدي عمر واختفت بعد ذلك، فكان لابد من العثور عليها بمساعدة الطائرات. تميزت النهارات خلال فصلي الربيع والصيف بكونها حارة جدًا والليالي باردة بشكل كبير. كانت الشهيلي وهي ريح صحراوية ساخنة تنفخ سحبًا من الرمال التي ساهمت في تقليل الرؤية على بعد أمتار قليلة فقط وتسببت بأذية العين والرئة والآلات والمعدات ومحركات العربات والطائرات التي كانت تحتاج إلى مرشحات خاصة للنفط وكان لابد بسبب الأراضي القاحلة أن تُنقل الإمدادات اللازمة للعمليات العسكرية من الخارج. عانت المحركات الألمانية من ارتفاع في درجات حرارتها وتراجعت قدرة محركات دباباتها من 2300- 2600 كم حتى 480- 1450 كم، وكانت هذه المشكلة أسوأ من عدم وجود قطع غيار موحدة لأنواع السيارات الألمانية والإيطالية.

## صور
| [[تقدم المشاة البريطانيون في العلمين ، 24 أكتوبر 1942]] {{{4}}} | دبابة إيطالية L3/33 {{{4}}} | Cruiser Tank Mk I (A9 {{{4}}} | الجيش البريطاني في شمال إفريقيا عام 1942 {{{4}}} | نظارات واقية و غطاء للوجه للحماية من أشعة الشمس والرمال. قوات المحور. {{{4}}} | Semovente da 75/18 Semovente 75/18]] self-propelled مدفع هجوم | [[عبور الدبابة البريطانية الخفيفة مارك 6 الصحراء عام 1940]] {{{4}}} }} |